# Joon-ho Bong
Bong Joon-ho (Daegu, 14. rujna 1969.) je južnokorejski filmski redatelj i scenarist. Najpoznatiji je po svojim filmovima "Sjećanja na ubojstvo" i "Domaćin".

## Životopis

### Mlade godine
Bong Joon-ho je rođen 1969. godine u Seulu. Studirao je i završio socijologiju i film na korejskoj akademiji filmske umjetnosti.

### Karijera
Bong je 1999. godine napisao scenarij za triler „Phantom: The Submarine“ koji nije osobito bio zapažen. Bong je također režirao nekoliko hvaljenih kratkih filmova prije svojeg prvog dugometražnog filma, „Psi koji laju nikada ne grizu“ iz 2000. godine za koji je osvojio nagradu na filmskom festivalu u Hong Kongu. U filmu se priča odvija oko nezaposlenog profesora kojeg toliko iritiraju zvukovi pasa koji laju u njegovoj zgradi da ih počne otimati. Iako hvaljen, taj je film slabo prošao na kino blagajnama. No, 2003. godine je režirao hvaljenu krimi dramu „Sjećanja na ubojstvo“ labavo zasnovanoj na stvarnim događajima o prvom korejskom serijskom ubojici iz 1986. godine. Film je bio veliki komercijalni uspjeh te je pomogao skrenuti pozornost svjetske kinematografije na Južnu Koreju, a Bong je za njega osvojio Grand Bell Award južnokorejske filmske industrije u kateogriji najboljeg novog redatelja. Godine 2005. je napisao scenarij za slabo zapaženu dramu “Antarktički dnevnik” u kojem nekoliko istraživača na svojem putovanju prema Južnom polu naiđu na dnevnik preminule ekspedicije.
Godine 2006. dobio je na raspolaganje iznimno velik budžet od 10 milijuna $ za svoj fantastični film „Domaćin“ u kojem se čudovište stvoreno američkim otpadom pojavi iz rijeke Han i počne terorizirati građane Seula. Film je vidjelo preko 13 milijuna gledatelja u kinima čime je postao najkomercijalniji južnokorejski film svih vremena a naišao je i na pohvale kritičara koji su hvalili nepredvidljive detalje, a prikazan je i u Hrvatskoj u sklopu 2. revije Azijskih filmova.
Bong je poznat po svojem konvencionalom, tradicionalnom stilu odrađenom na nekonvencionalni način; on miješa dramu i komediju, a ne libi se u svoje priče i donijeti presjek društva i iznijeti politički komentar na situaciju u svijetu. Ima simpatije za svoje likove te posjeduje humani dodir u svojim filmovima. Poput kolege, redatelja Chan-wook Parka, Bong je član lijevo orijentirane južnokorejske demokratske radne stranke.

## Filmografija
- 2000. - Psi koji laju nikada ne grizu
- 2003. - Sjećanja na ubojstvo
- 2005. - Antarktički časopis
- 2006. - Domaćin
- 2009. - Majka
- 2013. - Snowpiercer
- 2014. - Haemoo
- 2017. - Okja
- 2019. - Parazit

## Vanjske poveznice
- IMDb profil
- Intervju s redateljem Bongom
- Još jedan intervju s redateljem Bongom